# Postplatyptilia carchi
Postplatyptilia carchi là một loài bướm đêm thuộc họ Pterophoridae. Loài này có ở Colombia, Ecuador và Venezuela.
Sải cánh dài 13–15 mm. Con trưởng thành bay vào tháng 1, tháng 2 và tháng 5.